# Chachapoyasmyrpitta
Chachapoyasmyrpitta (Grallaria gravesi) är en nyligen beskriven fågelart i familjen myrpittor inom ordningen tättingar.

## Utbredning och systematik
Arten förekommer i Sydamerika, i nordcentrala och centrala Peru, i Amazonas och San Martín söder och öster om Río Marañón, söderut till Huánuco norr om Río Huallaga. Den behandlas traditionellt som en del av Grallaria rufula, men beskrevs 2020 som eget taxon och egetn artbaserat på studier.

## Status
IUCN erkänner den ännu inte som art, varför dess hotstatus formellt inte fastställts.